# Cyanea profuga
Cyanea profuga là loài thực vật có hoa trong họ Hoa chuông. Loài này được C.N.Forbes mô tả khoa học đầu tiên năm 1916.